# Kalafina
Kalafina (カラフィナ?, Karafina) è un gruppo musicale giapponese formato dalla compositrice Yuki Kajiura nel 2007, principalmente per eseguire brani e sigle per la serie di film animati Kara no kyōkai. Il gruppo debuttò nel gennaio 2008 con due membri originariamente del progetto di Yuki Kajiura FictionJunction, Wakana Ōtaki e Keiko Kubota. Nel maggio 2008 due vocaliste, Maya e Hikaru, furono scelte in un provino di oltre 30.000 partecipanti tenuto dalla Sony Music Japan, mentre Yuki Kajiura fu confermata come ultimo membro delle Kalafina.

## Formazione
- Composizione: Yuki Kajiura, composizione
- Voci
  - Keiko Kubota (窪田 啓子?, Kubota Keiko, nata il 5 dicembre 1985) componente del progetto FictionJunction di Yuki Kajiura, conosciuta come FictionJunction Keiko.
  - Wakana Ōtaki (大滝 若奈?, Ōtaki Wakana, nata il 10 dicembre 1984) componente dei FictionJunction, conosciuta come FictionJunction Wakana.
  - Hikaru Masai (政井 光?, Masai Hikaru, nata il 2 luglio 1987)
- Ex membri
  - Maya Toyoshima (豊島 摩耶?, Toyoshima Maya): nel maggio 2009 Sony Music ha annunciato che Toyoshima sarebbe uscita dal gruppo.[2]

## Anime
- Kara no kyōkai -the garden of sinners- (2007-2009)
- Time of Eve (2008-2009)
- Kuroshitsuji (Black Butler) (2008-2009)
- Sora no woto (2010)
- Puella Magi Madoka Magica (2011)
- Fate/Zero 2nd season (2012)
- Kara no kyōkai: Mirai Fukuin (2013)
- Aldnoah.Zero (2014)
- Fate/stay night: Unlimited Blade Works (serie animata) (2014)
- Fate/stay night: Unlimited Blade Works 2nd season (2015)
- Arslan Senki (The heroic legend of Arslan) (2015)
- Katsugeki Touken Ranbu (2017)

## Discografia

### Singoli
- Oblivious (2008)
- Sprinter/Aria (2008)
- Fairytale (2008)
- Lacrimosa (2009)
- Storia (2009)
- Progressive (2009)
- Hikari no Senritsu (2010)
- Kagayaku Sora no Shijima ni wa (2010)
- Magia (2011)
- To the Beginning (2012)
- Moonfesta (moonfesta～ムーンフェスタ～) (2012)
- Hikari Furu (ひかりふる) (2012)
- Alleluia (アレルヤ) (2013)
- Kimi no Gin no niwa (君の銀の庭) (2013)
- Heavenly Blue (2014)
- Believe (2014)

### Album
- Seventh Heaven (2009)
- Red Moon (2010)
- After Eden (2011)
- Consolation (2013)

### Extended play
- Re/Oblivious (2008)

### DVD
- Red Moon  Live 2010 at JCB Hall (2010)
- After Eden  Special Live 2011 at Tokyo Dome City Hall (2011)